# トッレキアーラ城
座標: 北緯44度39分19秒 東経10度16分26秒 / 北緯44.65531527491122度 東経10.273897943419302度

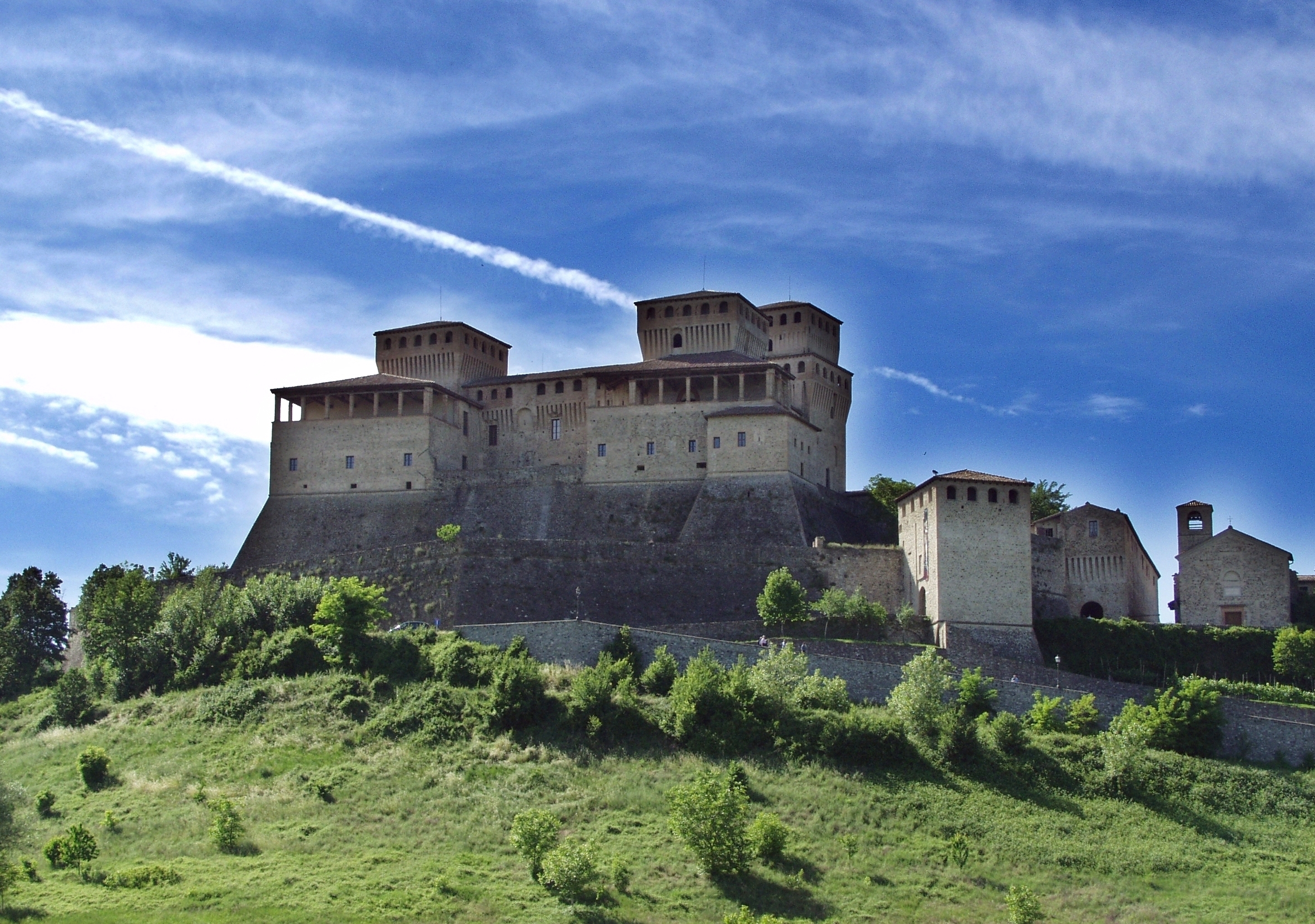
トッレキアーラ城

トッレキアーラ城 (Torrechiara) は、イタリア共和国エミリア＝ロマーニャ州パルマ県のランギラーノにある城。Pier Maria II de' Rossiにより15世紀に建てられたこの城は、このエミリア地方で最も保存が良い城のひとつとして知られる。

## 概要

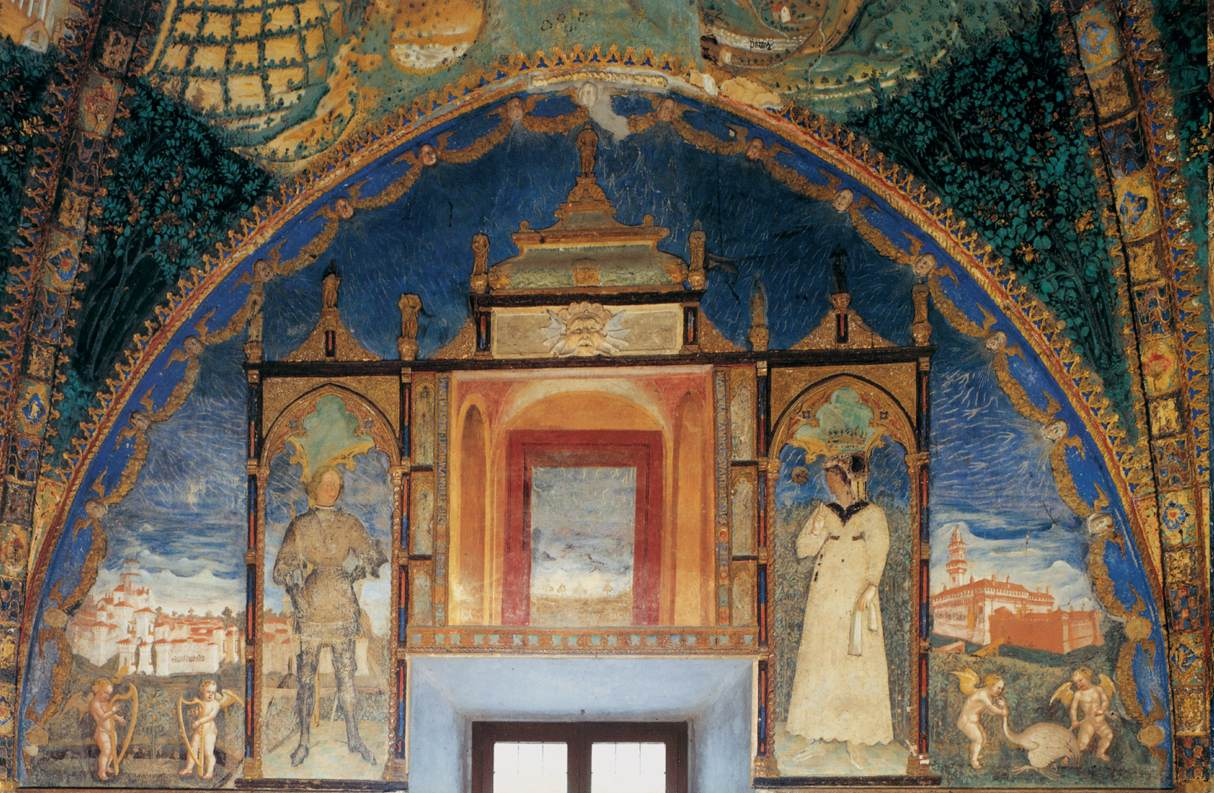
寝室に描かれた城主と愛人のフレスコ画

15世紀半ばに、領主ピエール・マリア2世・デ・ロッシによって建てられた。パルマ川一帯を見渡せる丘の上の要塞としてだけでなく、愛人で人妻のビアンカ・ペレグリーニ(it:Bianca Pellegrini)と過ごす逢瀬の場として使われた。4つの塔から成り、1つの塔内にある寝室の壁にはピエール・マリア2世とビアンカのフレスコ画が描かれている。二人の死去ののち所有者は転々としたが、1911年に国の文化財となり、一般公開されるようになった。

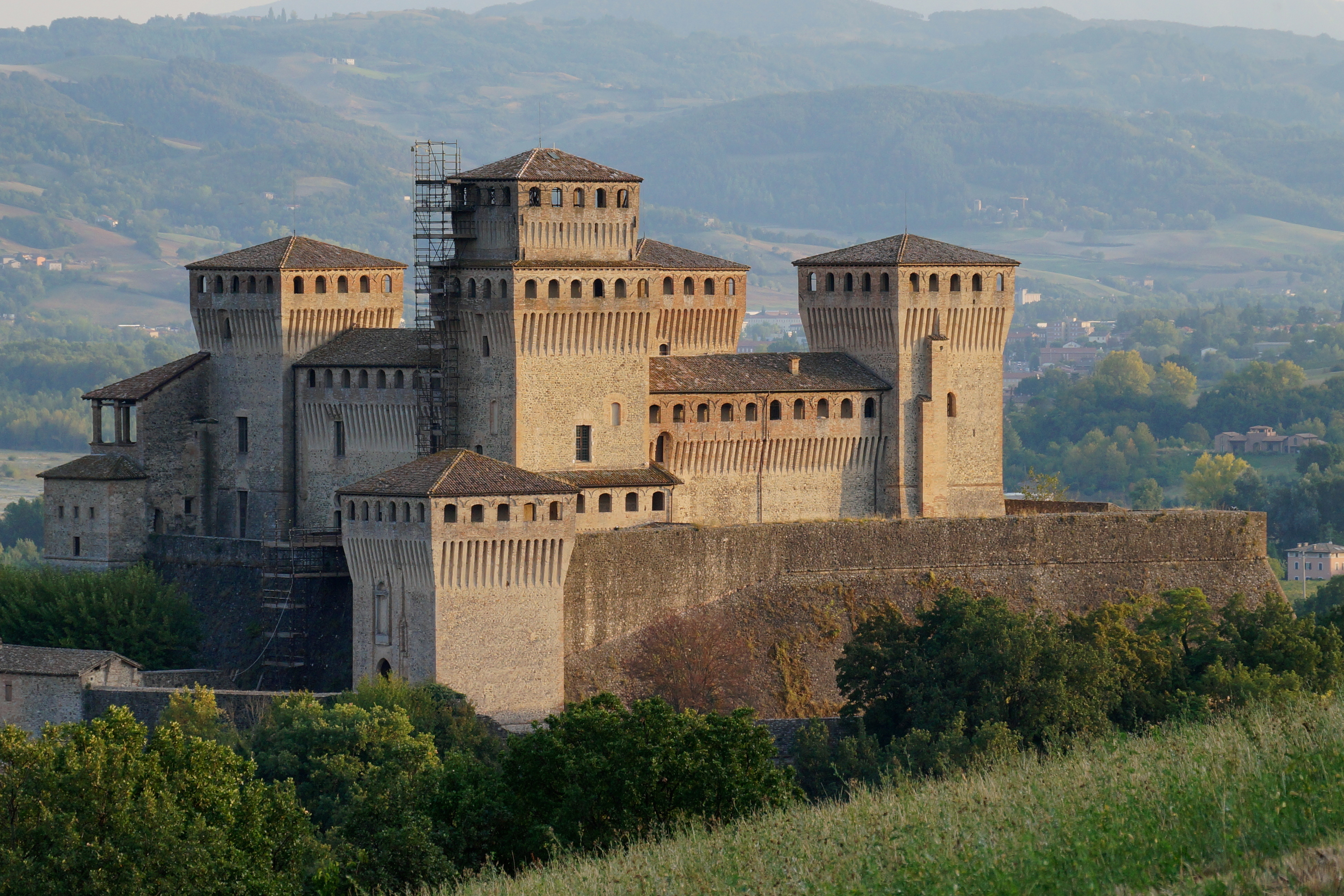
2013年
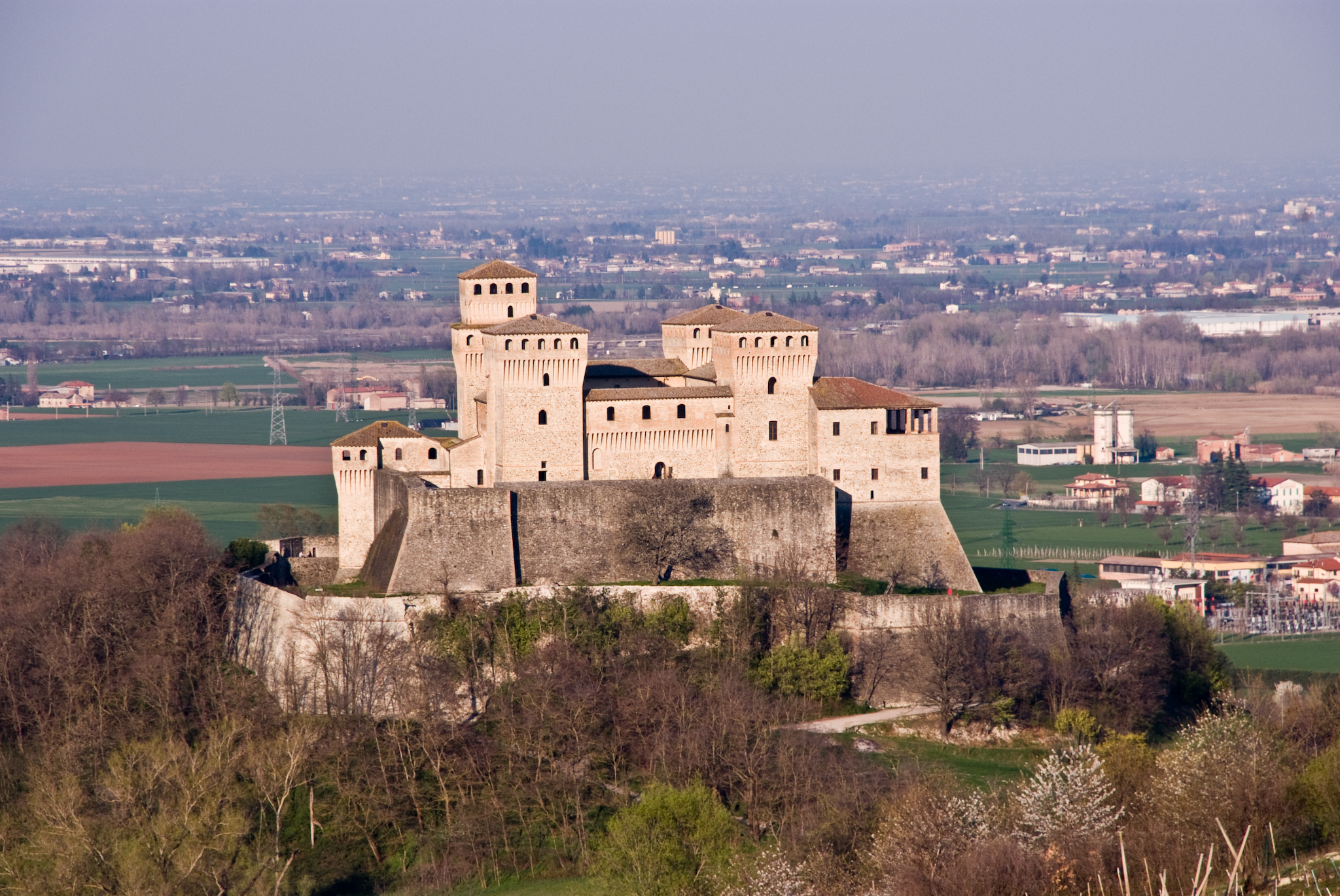
トッレキアーラ城
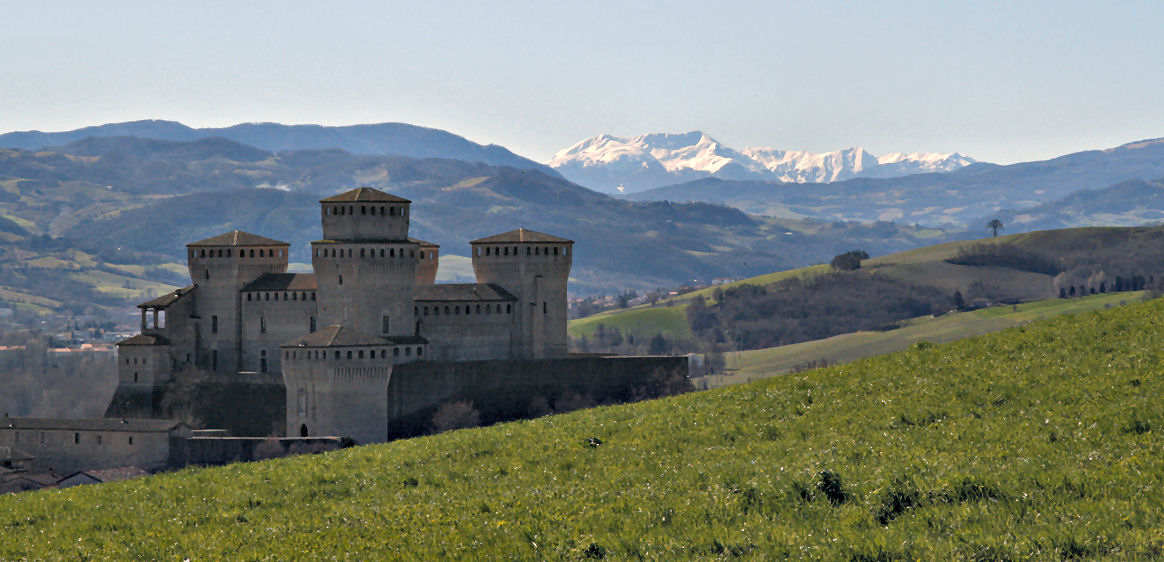
トッレキアーラ城
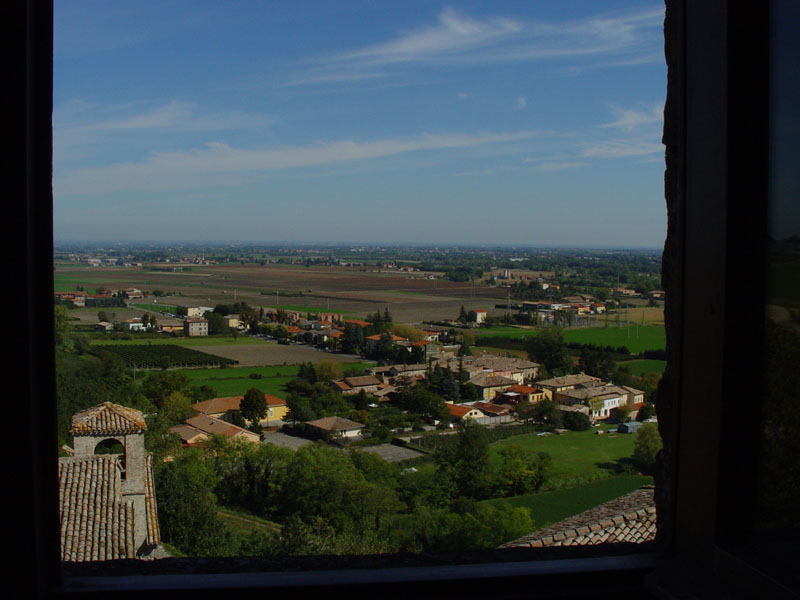
トッレキアーラ城からの眺め
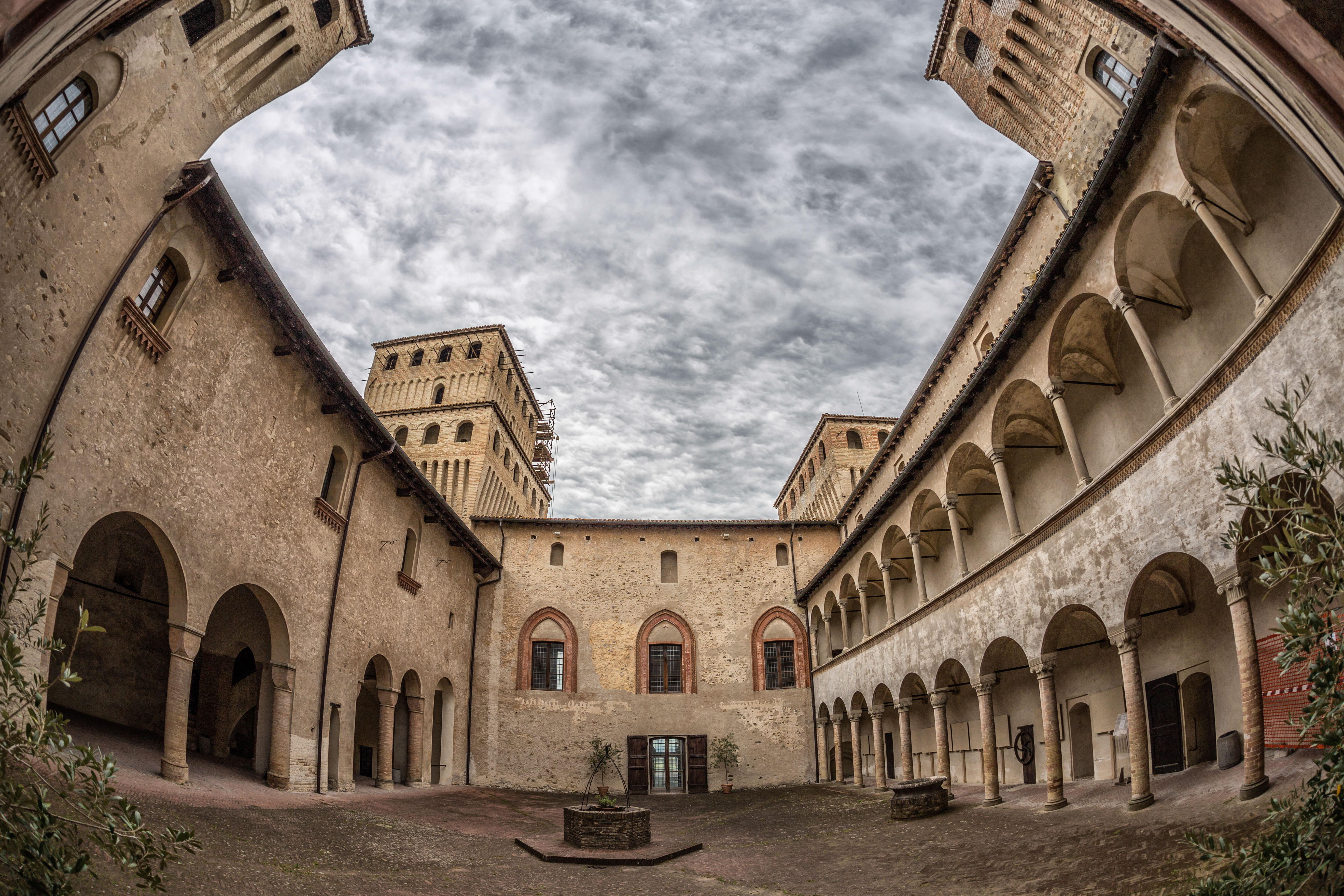
中庭
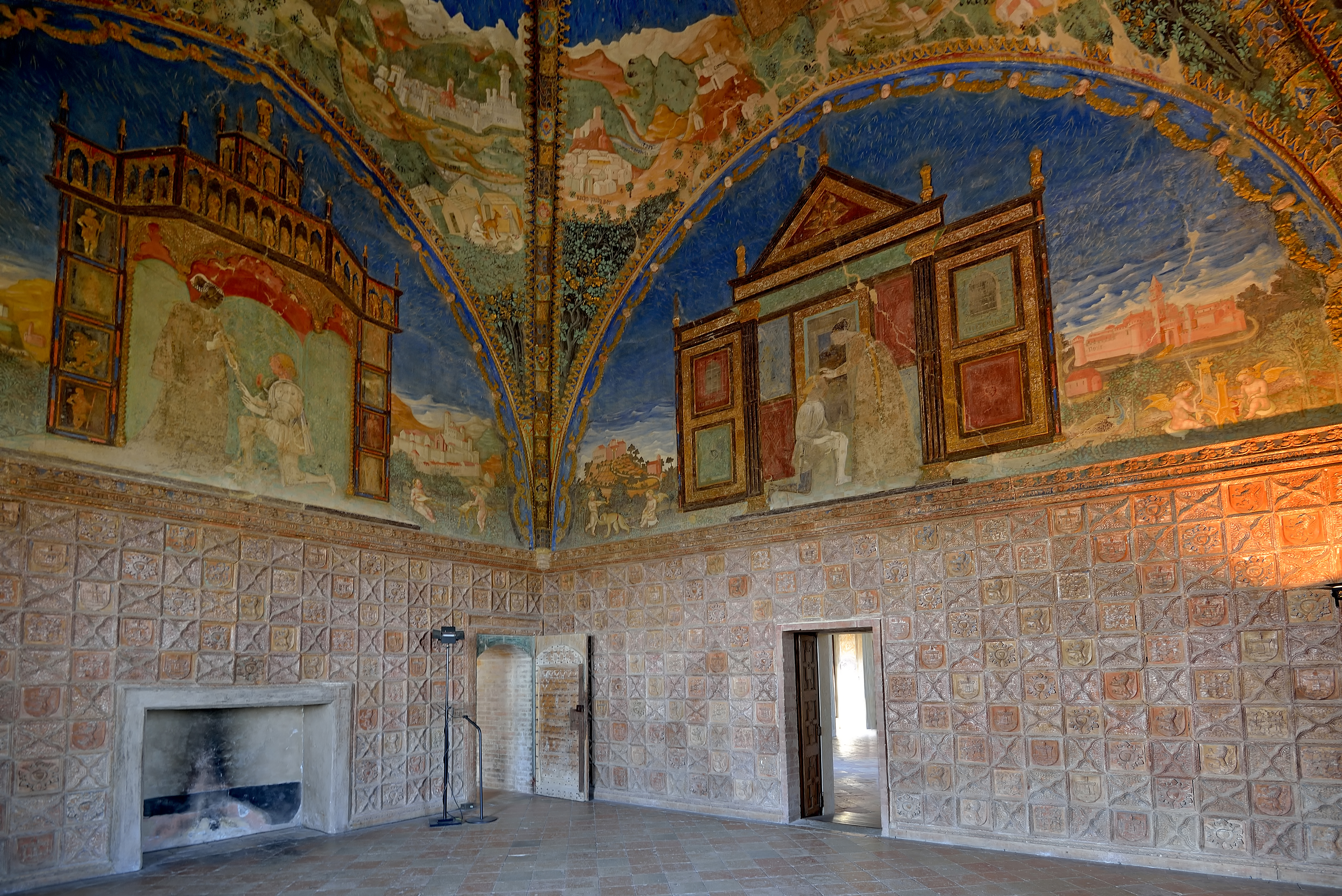
寝室のピエール・マリア2世とビアンカの壁画
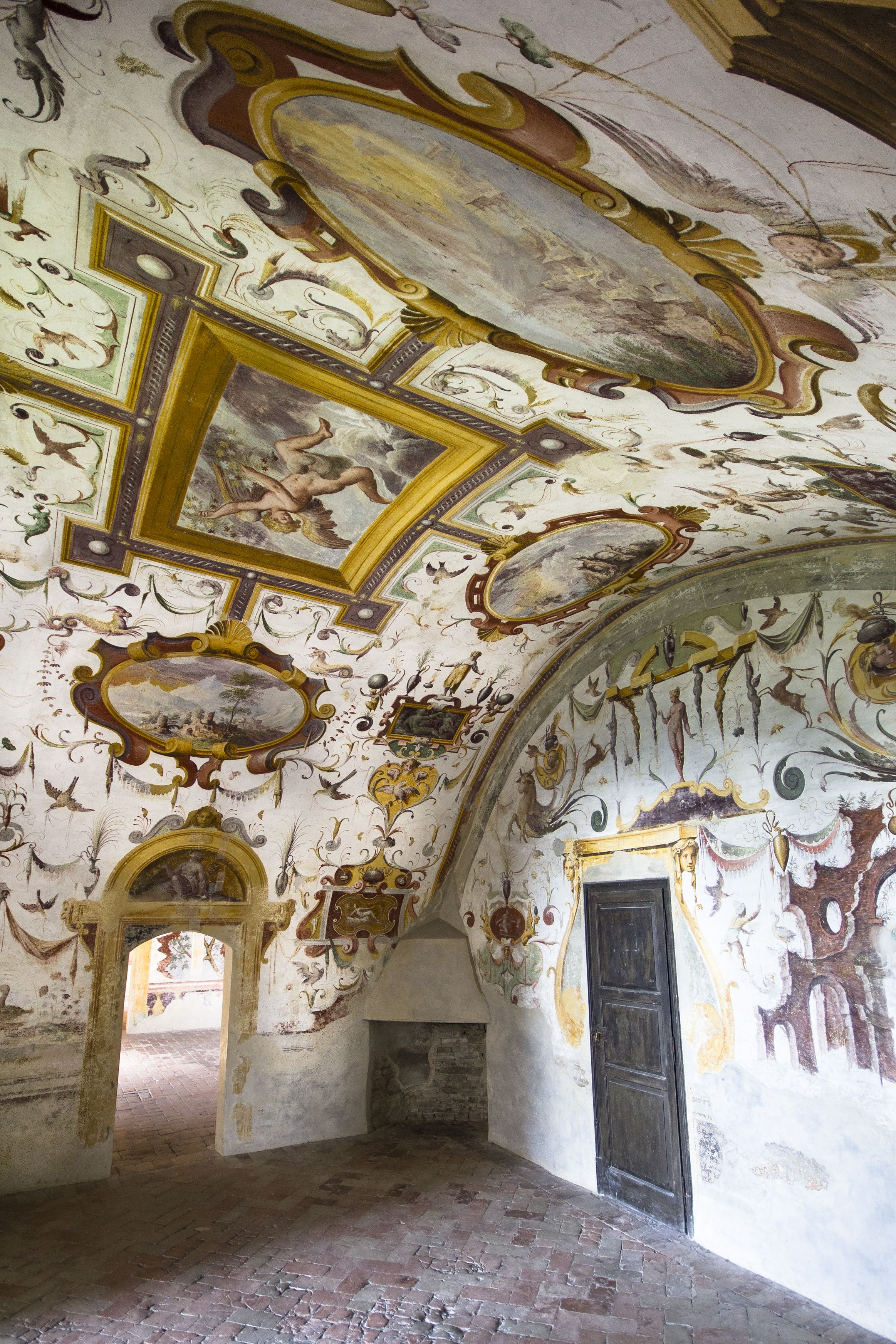
風景の間の壁画
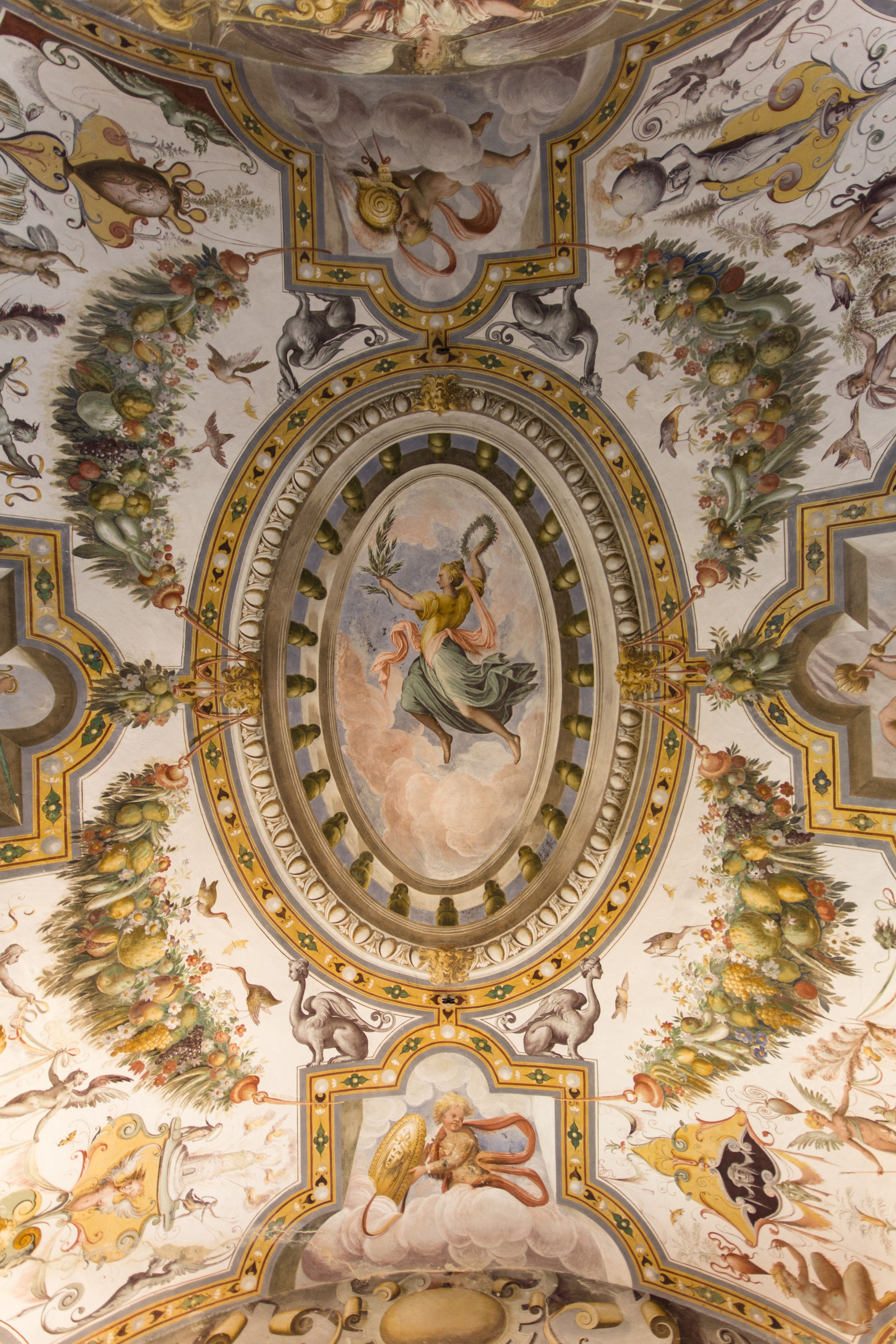
勝利の間の天井画
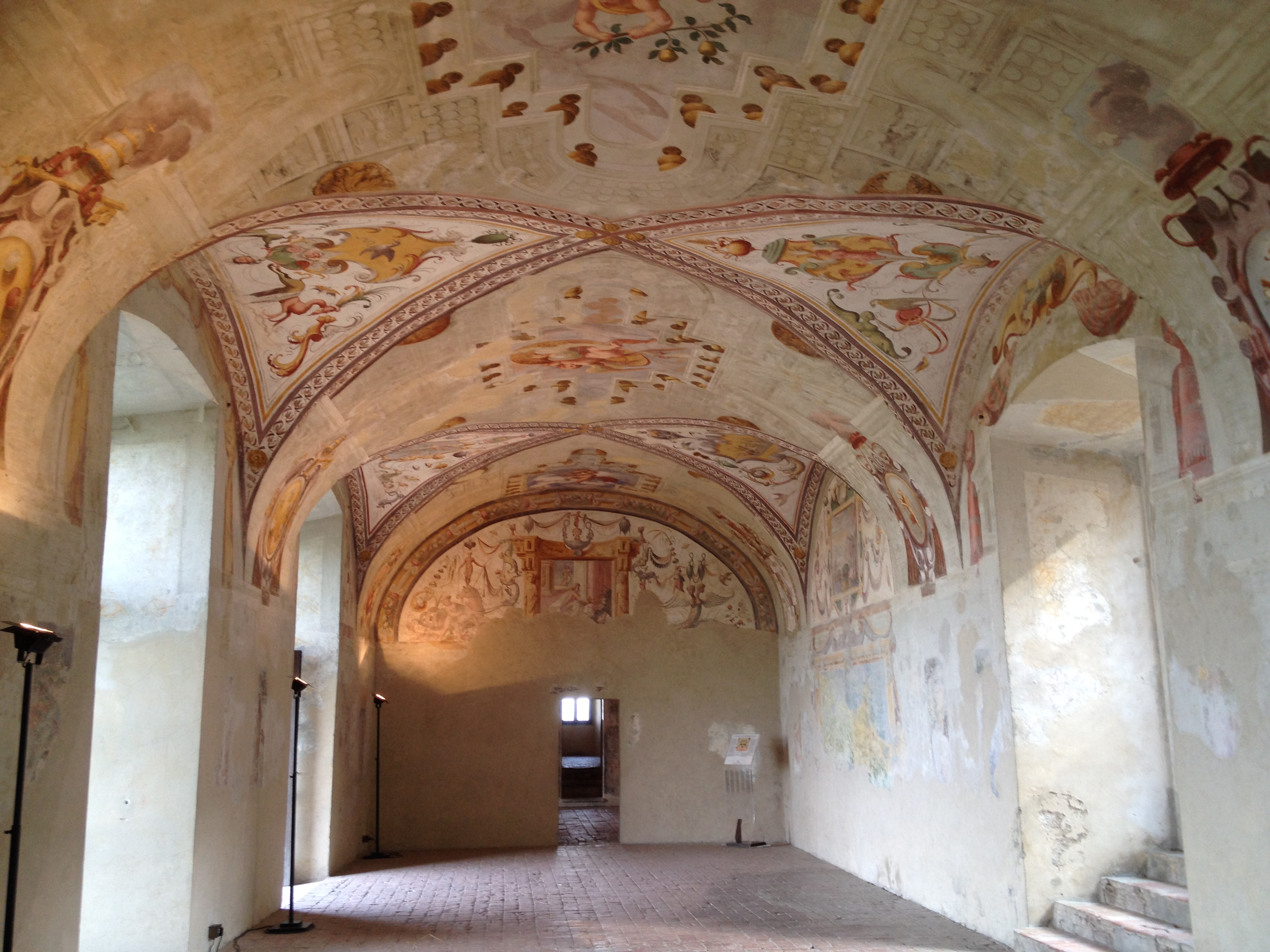
紋章の間の内部
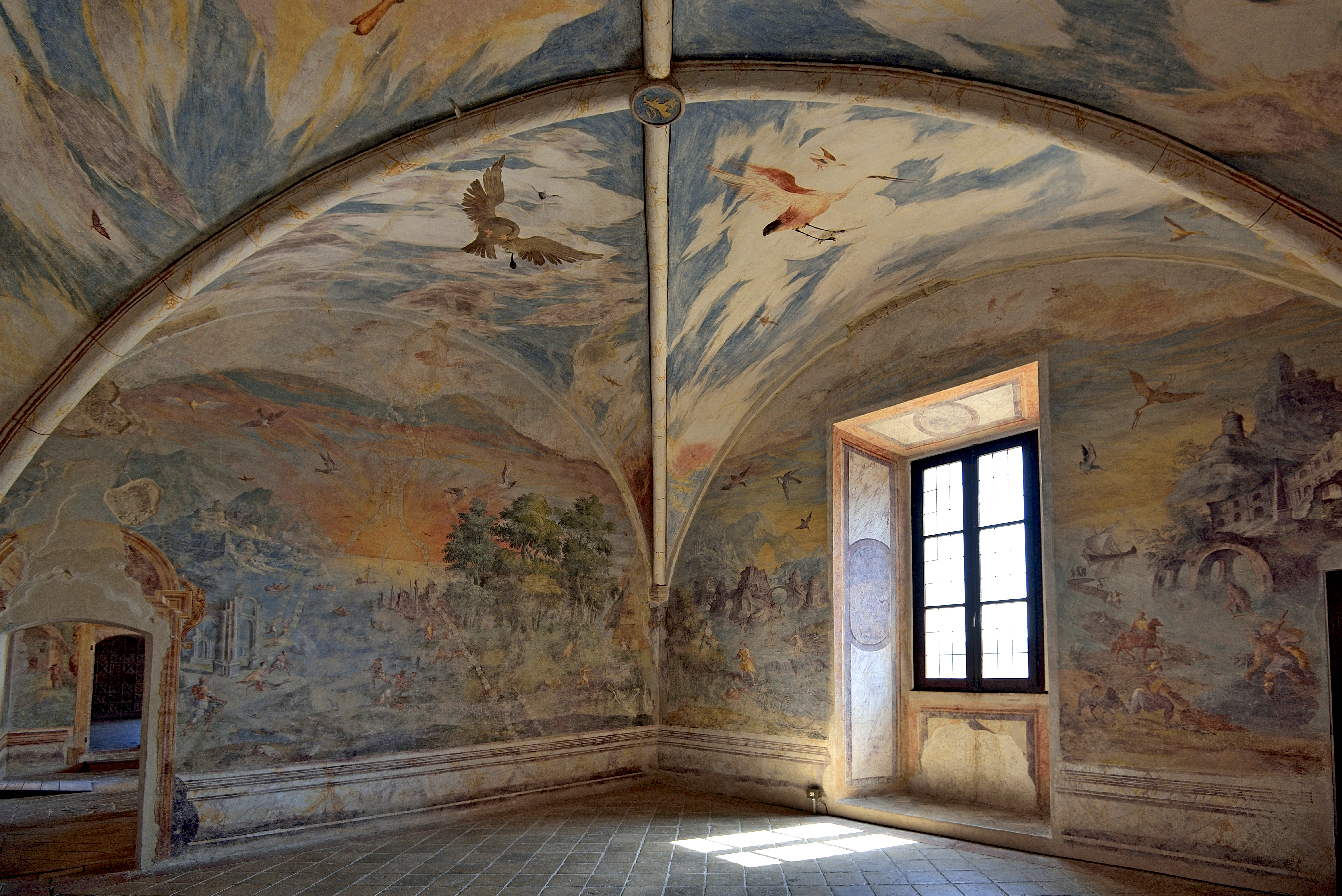
昼の間の内部

## 城主

ロッシ家の紋章

ピエール・マリア2世・デ・ロッシ (1413 - 1482)はサン・セコンド（のちのサン・セコンド・パルメンセ）の領主で伯爵。当地のロッシ家は12世紀にこの辺りの領地を所有し、代々パルマなど周辺各地の市長を務めた。当城を建てたピエール・マリア2世は、3代目ミラノ公フィリッポ・マリア・ヴィスコンティ（ジャン・ガレアッツォ・ヴィスコンティの子）に仕えたコンドッティエーレで、ヴェネツィア共和国との戦闘に5度出陣した（ヴェネツィア共和国の歴史#15世紀）。ヴィスコンティが1447年に死去ののちは、1450年にミラノ公となったフランチェスコ・スフォルツァの配下となり、フランチェスコの孫で幼くしてミラノ公となったジャン・ガレアッツォ・スフォルツァの側近となったが、摂政ルドヴィーコ・スフォルツァによるジャンの追放とともに失脚し、隠棲して当城で死去した。子供は7歳上の正妻アントニア・トレッリ（it:Antonia Torelli）との間に10人を儲けた。なお、サン・セコンド伯爵ピエル・マリア・ロッシの肖像で知られるピエール・マリア3世・デ・ロッシ(1504 – 1547) は曾孫。

## 参照

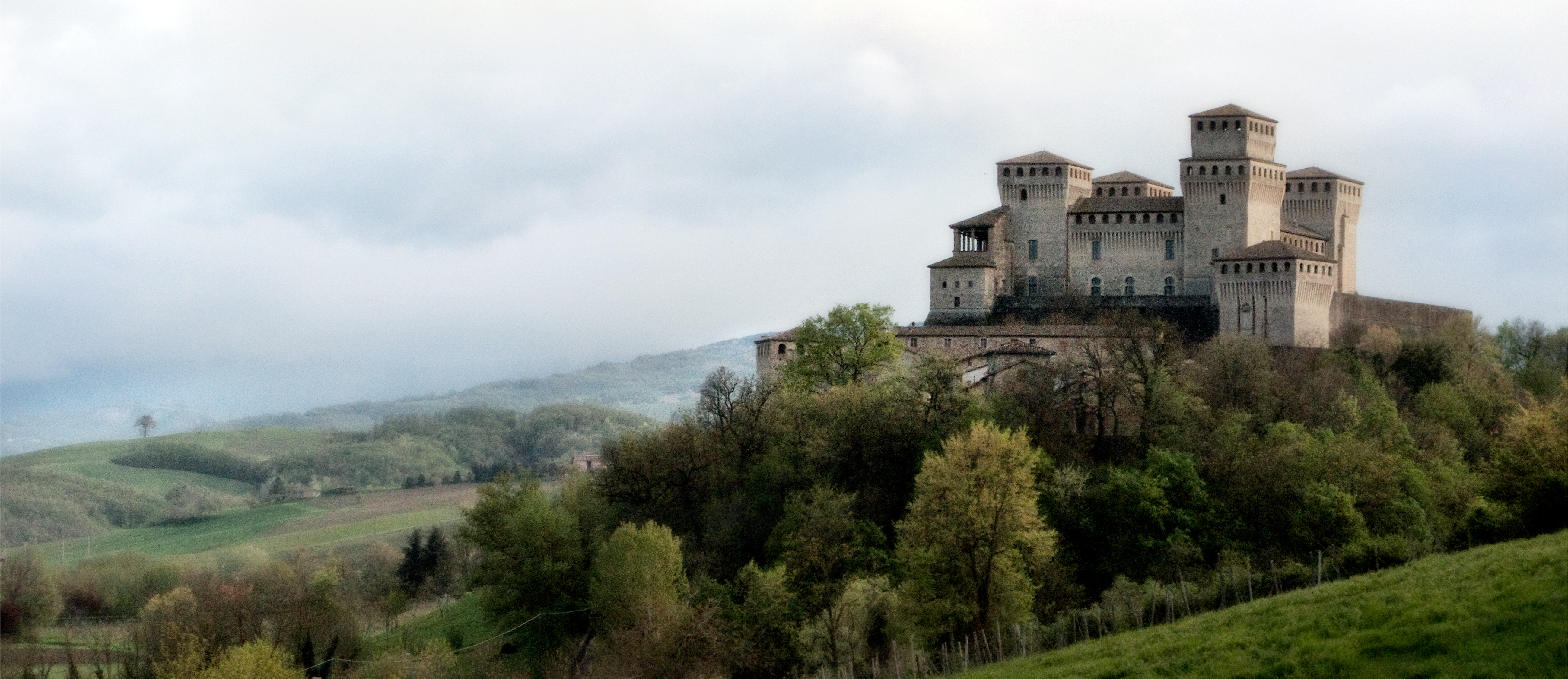
北東から見た城

- 私の住む町Travel案内  イタリア旅行情報サイト（JITRA）パルマ
- エミリアからの便り : パルマのトッレキアラ城・前編 (Castello di Torrechiara)
  - 北東から見た城エミリアからの便り : パルマのトッレキアラ城・後編 (Castello di Torrechiara)
- イタリアふれあい街歩き トッレキアラ
- Travel No_65.pdf (application/pdf オブジェクト)